# Snyltrotssläktet
Snyltrotssläktet (Orobanche) är ett släkte i familjen snyltrotsväxter med cirka 150 arter. De flesta arterna finns i tempererade områden på norra halvklotet, men några arter förekommer även i Centralamerika och i norra och östra Afrika. Åtta förekommer regelbundet i Sverige och några odlas ibland som trädgårdsväxter.
Vid stjälkens bas finns en knölformig uppsvällning som uppkommer redan när den som en helt ung groddplanta fäster sig vid roten av en annan växt. Från denna knöl tränger en sugrot in i värdplantan och sammansmälter med dennas olika vävnadslager, saven med dess sav, veden med dess ved och så vidare, så att snyltväxten kan betraktas som ett skott på sin värdväxt. 

## Bildgalleri

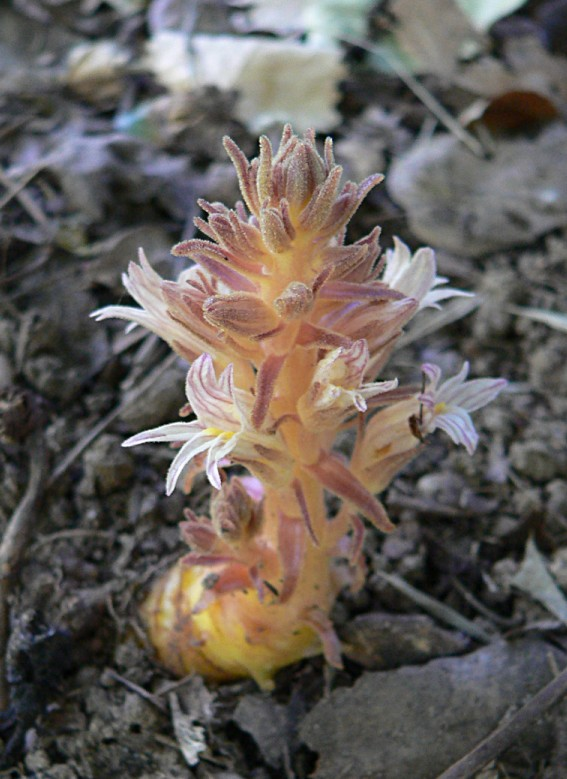
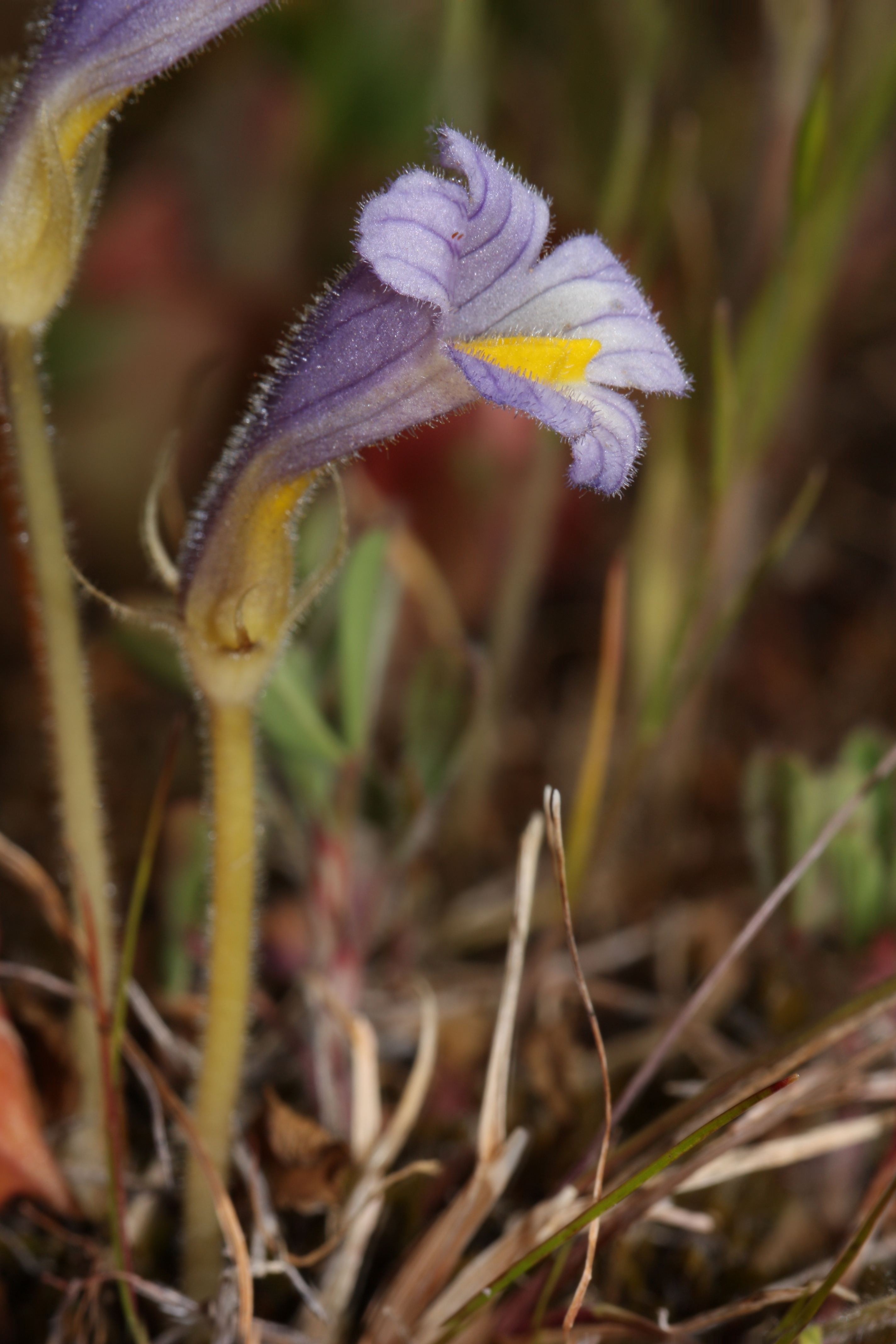
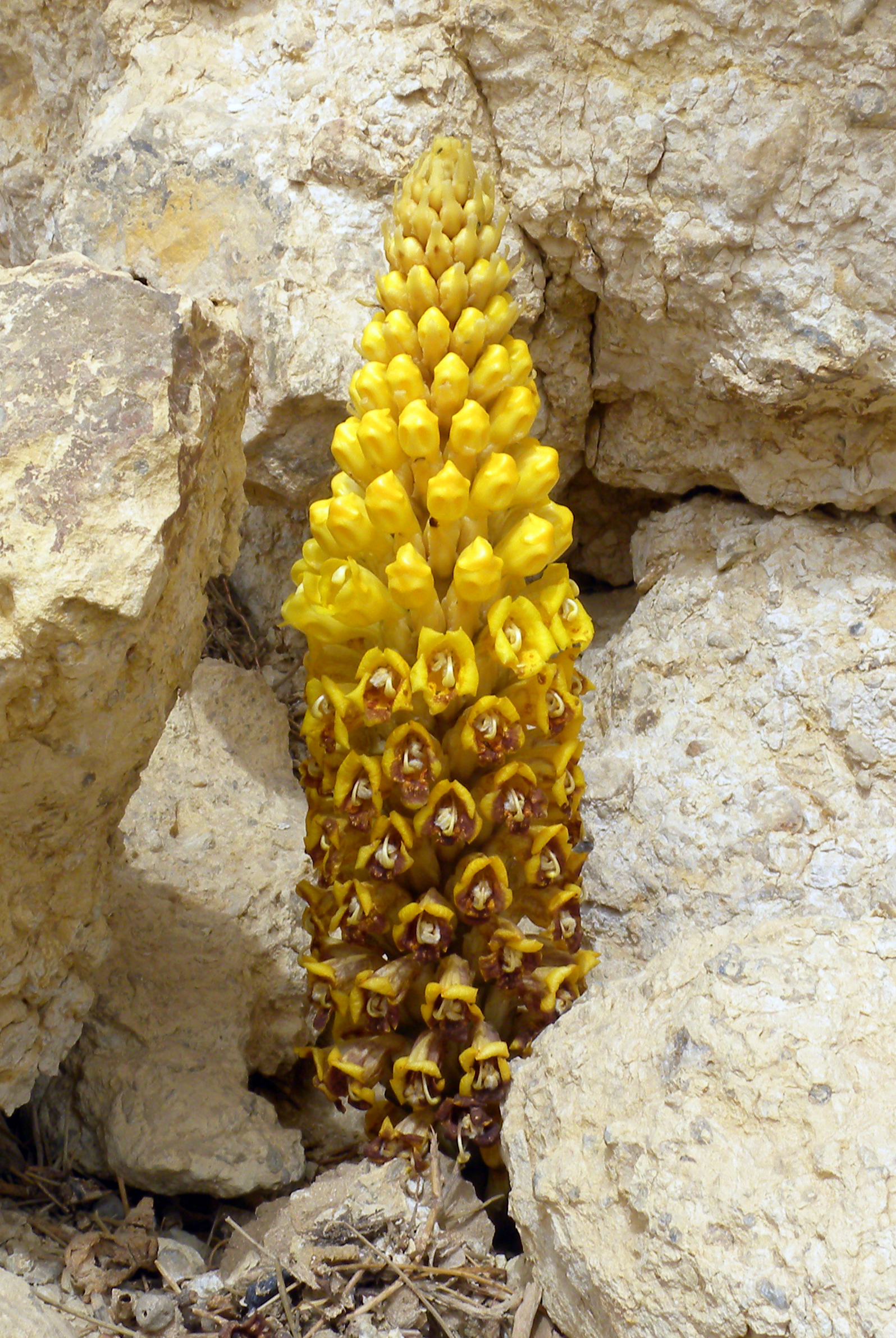
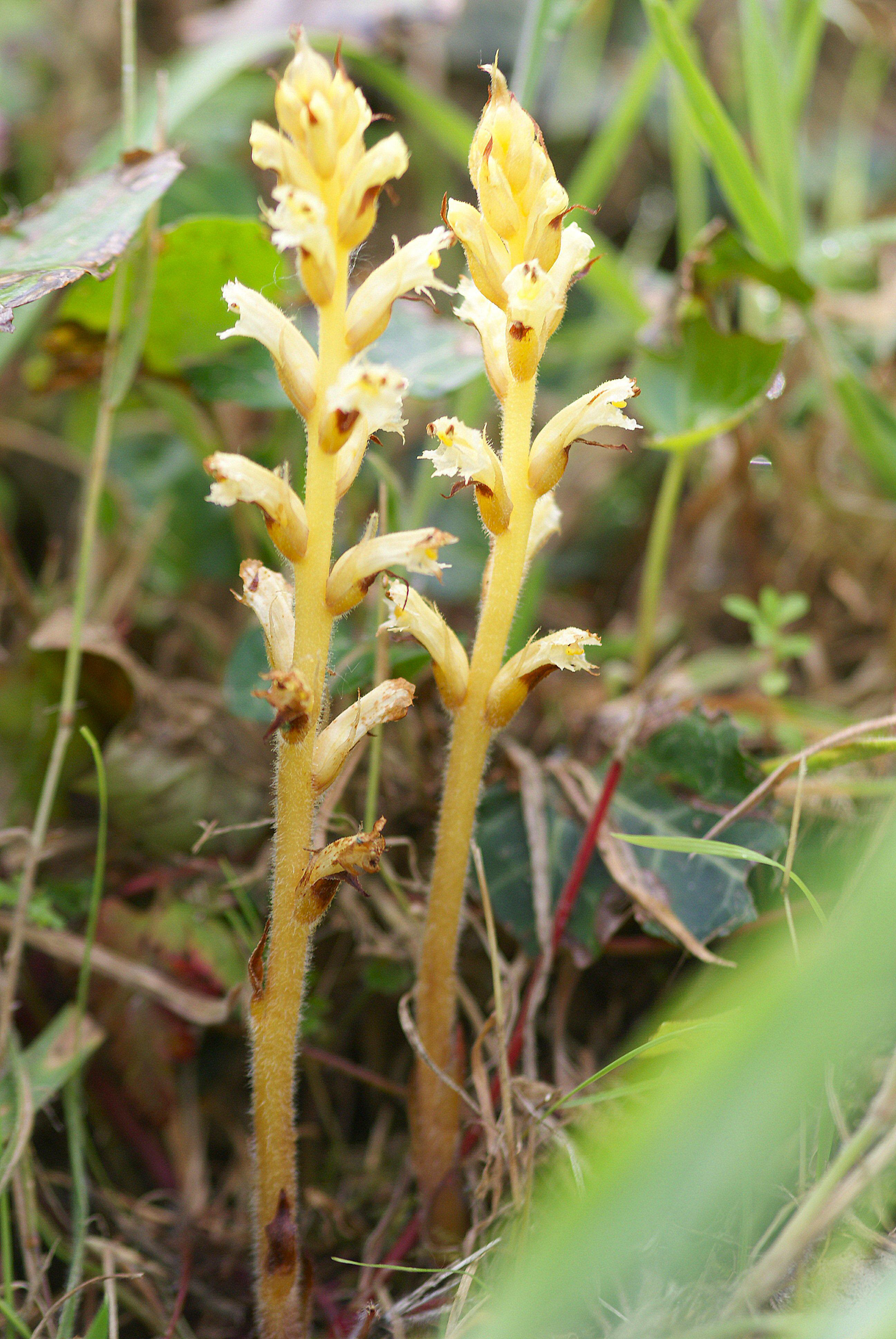

## Dottertaxa till Snyltrotssläktet, i alfabetisk ordning[1]
- Orobanche abyssinica
- Orobanche aethiopica
- Orobanche alba
- Orobanche alsatica
- Orobanche amethystea
- Orobanche amoena
- Orobanche amurensis
- Orobanche anatolica
- Orobanche armena
- Orobanche artemisiae-campestris
- Orobanche australiana
- Orobanche ballotae
- Orobanche baumanniorum
- Orobanche benkertii
- Orobanche bovei
- Orobanche brevidens
- Orobanche calendulae
- Orobanche californica
- Orobanche camptolepis
- Orobanche canescens
- Orobanche caryophyllacea
- Orobanche cathae
- Orobanche cernua
- Orobanche chilensis
- Orobanche chironii
- Orobanche chrysacanthi
- Orobanche clarkei
- Orobanche clausonis
- Orobanche coerulescens
- Orobanche colorata
- Orobanche connata
- Orobanche consimilis
- Orobanche cooperi
- Orobanche corymbosa
- Orobanche crenata
- Orobanche cumana
- Orobanche cypria
- Orobanche cyrenaica
- Orobanche cyrnea
- Orobanche daninii
- Orobanche densiflora
- Orobanche denudata
- Orobanche dhofarensis
- Orobanche ebuli
- Orobanche elatior
- Orobanche esulae
- Orobanche fasciculata
- Orobanche filicicola
- Orobanche flava
- Orobanche foetida
- Orobanche fuliginosa
- Orobanche fuscovinosa
- Orobanche gamosepala
- Orobanche gigantea
- Orobanche glabricaulis
- Orobanche gracilis
- Orobanche grenieri
- Orobanche grisebachii
- Orobanche grossheimii
- Orobanche hadroantha
- Orobanche haenseleri
- Orobanche hansii
- Orobanche hederae
- Orobanche hermonis
- Orobanche humbertii
- Orobanche hymenocalyx
- Orobanche iammonensis
- Orobanche ingens
- Orobanche inulae
- Orobanche kashmirica
- Orobanche kochii
- Orobanche korshinskyi
- Orobanche kotschyi
- Orobanche krylovii
- Orobanche kurdica
- Orobanche laserpitii-sileris
- Orobanche latisquama
- Orobanche laxissima
- Orobanche leptantha
- Orobanche litorea
- Orobanche longibracteata
- Orobanche loscosii
- Orobanche lucorum
- Orobanche ludoviciana
- Orobanche lutea
- Orobanche lycoctoni
- Orobanche megalantha
- Orobanche minor
- Orobanche montserratii
- Orobanche multicaulis
- Orobanche mupinensis
- Orobanche ombrochares
- Orobanche owerinii
- Orobanche palaestina
- Orobanche pancicii
- Orobanche parishii
- Orobanche picridis
- Orobanche pinorum
- Orobanche pseudorosmarina
- Orobanche pubescens
- Orobanche pycnostachya
- Orobanche raddeana
- Orobanche rapum-genistae
- Orobanche reticulata
- Orobanche rigens
- Orobanche riparia
- Orobanche rumseyana
- Orobanche salviae
- Orobanche sanguinea
- Orobanche schelkovnikovii
- Orobanche scolymi
- Orobanche serbica
- Orobanche sideana
- Orobanche sinensis
- Orobanche singarensis
- Orobanche sintenisii
- Orobanche solenanthi
- Orobanche solmsii
- Orobanche sordida
- Orobanche spectabilis
- Orobanche stocksii
- Orobanche sulphurea
- Orobanche tacnaensis
- Orobanche tarapacana
- Orobanche teucrii
- Orobanche thapsoides
- Orobanche transcaucasica
- Orobanche uniflora
- Orobanche valida
- Orobanche vallicola
- Orobanche variegata
- Orobanche weberbaueri
- Orobanche yuennanensis